# Озимые посевы

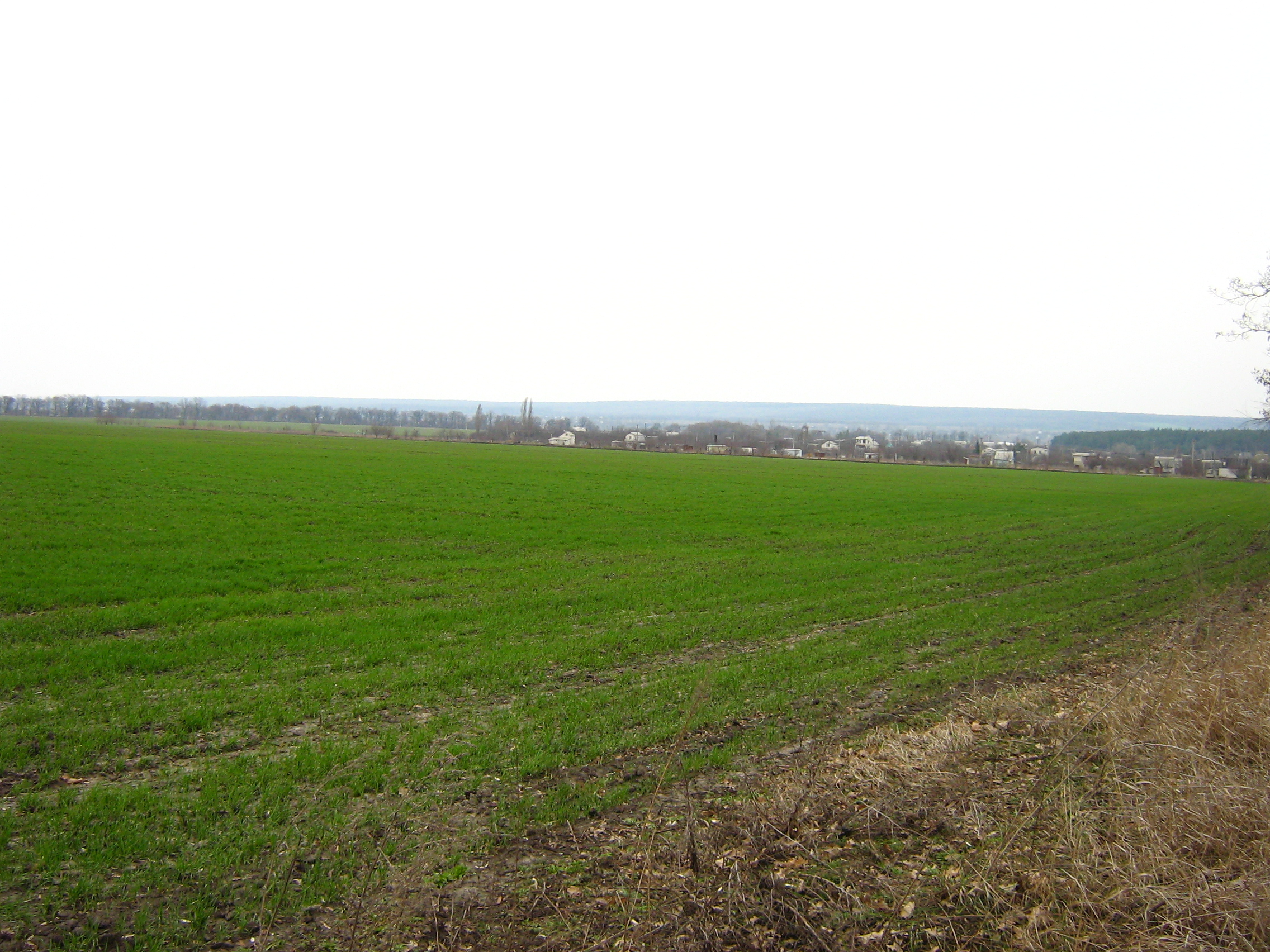
Озимые посевы пшеницы ранней весной

Озимые посе́вы — посевы озимых сельскохозяйственных культур с конца лета до осени. Высеянные озимые культуры до наступления зимних холодов успевают прорасти и укорениться, под снегом переживают зиму, а с наступлением весеннего тепла продолжают свой жизненный цикл и созревают несколько раньше, чем яровые.
Большинство современных злаков бывают только яровыми. Озимую (и яровую) форму имеют пшеница, рожь, ячмень и тритикале. В целом, озимые зерновые, по сравнению с яровыми, как правило, дают более высокие урожаи. Это связано с холодостойкостью и возможностью использовать для роста влагу, полученную в результате таяния снега.

## Озимая пшеница
В большинстве районов Нечернозёмной зоны период между сбором урожая и посевом озимых весьма непродолжителен. В связи с этим возникает необходимость создавать для посева запасы семян из урожая прошлого года — так называемый переходящий фонд семян. Посев озимых культур свежеубранными (физиологически недозрелыми) семенами в Белоруссии, в Северо-Западном, Центральном Волго-Вятском и Уральском регионах обычно приводит к изреженности всходов и слабому развитию растений.

### Подготовка семян
Немаловажное значение в получении высокого урожая имеет качество посевного материала. Из крупных семян вырастают растения, которые развивают более мощную корневую систему, глубже закладывают узел кущения, а как известно, чем глубже заложен узел кущения, тем выше зимостойкость озимой пшеницы. Таким образом, растения, выросшие из крупных семян, быстрее растут, меньше подвергаются воздействию засухи, более устойчивы к болезням и, соответственно, дают более высокие урожаи. Если возникает необходимость использования для посева свежеубранных семян (физиологически недозрелых с пониженной всхожестью), то перед посевом следует подвергнуть их прогреванию на солнце в течение 3-5 дней или в зерносушилке при температуре 45—48°С в течение 2—3 часов. Кроме того, семена протравливают для обеззараживания от спор твёрдой головни.

### Сроки посева
В результате глубокого анализа данных, полученных научно-исследовательскими учреждениями и передовыми сельскохозяйственными предприятиями, наиболее целесообразными сроками посева озимой пшеницы принято считать следующие:
1. Крайний Север (севернее 60° северной широты) 1 — 15 августа
2. Нечернозёмная зона 10 — 30 августа
3. Лесостепная часть Центрально-Чернозёмной зоны и Юго-Восток 20 августа — 1 сентября
4. Южная степная зона, Нижнее Поволжье 1 — 20 сентября
5. Предгорные районы Северного Кавказа 15 сентября — 5 октября[1].

### Способы посева
Наиболее оптимальными являются узкорядный (междурядья не более 10 см) и перекрёстный способы посева озимой пшеницы.

### Нормы посева
До сих пор мнения о влиянии плодородия почвы на величину нормы посева остаются противоречивыми. Существует географическая изменчивость норм посева (в зависимости от климатических и почвенных условий): в северных увлажнённых регионах применяются более густые посевы, а в южных и юго-восточных особо засушливых регионах — более редкие. Вместе с тем, основными факторами, определяющими оптимальную норму посева в северных (увлажнённых) районах являются освещение и плодородие почвы, а в засушливых — обеспечение влагой — чем меньше накоплено в почве влаги, тем более редким будет посев. Если озимая пшеница культивируется в засушливых районах при искусственном орошении, то норма посева повышается. Таким образом, снижение норм посева озимых определяется регионом культивирования и осуществляется при перемещении с севера на юг и с северо-запада на юго-восток.

### Глубина посева
Выращивание озимой пшеницы требует относительно более глубокого заложения узла кущения, поэтому заделка семян в почву производится глубже. В случае мелкой заделки повышается риск вымерзания и/или выпревания. В условиях Черноземья и в засушливых районах семена озимой пшеницы заделывают на глубину 6—7 см. В условиях сильного пересыхания верхних слоёв почвы глубину посева семян на чернозёмах можно увеличивать до 8—10 см. В Нечернозёмной зоне на тяжёлых глинистых почвах, склонных к сильному заплыванию и уплотнению, обычная глубина посева составляет 4—5 см, а на среднесвязных почвах — 5—6 см.